# Johann Baptist Lonich
Johann Baptist Lonich (* 27. Dezember 1798 in München; † 4. Januar 1866 ebenda) war ein deutscher Kommunalpolitiker.

## Werdegang
Lonich war von 1827 bis 1831 Stadtschreiber in Ingolstadt. Von 1831 bis 1842 war er  Bürgermeister der Stadt.